# سردرو (سياهو)
سردرو (بالفارسية: سردرو) هي قرية تقع في إيران في قسم سياهو الريفي.